# فندق يسمى الذاكرة (فلم)
فندق يسمى الذاكرة (بالإنجليزية: A Hotel Called Memory)، هُو فيلم نيجيري صدر سنة 2017 وأخرجه أكين أوموتوسو.

## وصلات خارجية
- مقالات تستعمل روابط فنية بلا صلة مع ويكي بيانات